# FOLK:LORE
FOLK:LORE（フォークロア）とは日本のヒューマンビートボックス・バンド。

## メンバー
- ShOh
- KAIRI
- NI-SHIMA

## 来歴
2011年 JAPAN BEATBOX TEAM CHAMPION。
2013年 JAPAN BEATBOX TEAM CHAMPION。